# Leo Stanley
Leo Leonidas Stanley (1886 - 1976) fue un cirujano estadounidense que se desempeñó como cirujano jefe de la prisión estatal de San Quentin de 1913 a 1951. Es conocido por haber realizado experimentos humanos poco éticos con reclusos durante su administración.

## Biografía

### Primeros años de vida
Stanley inició su carrera en medicina en el Stanley nació en Buena Vista, Oregón. Su padre era un médico rural. A los 9 años, la familia se trasladó al condado de San Luis Obispo, California, donde continuó sus estudios en la escuela secundaria de Paso Robles.
En 1903, Stanley se matriculó en la Universidad de Stanford. Al año siguiente, interrumpió sus estudios para trabajar como vendedor de periódicos en el ferrocarril Southern Pacific, aunque después retomó sus estudios en Stanford y finalizó su formación académica allí.
En 1908, Stanley inició su carrera en medicina en el Cooper Medical College de San Francisco y se graduó en 1912.   Un mes antes de su graduación, Stanley contrajo matrimonio con Romaine Stanley, quien se desempeñaba como secretaria en la universidad. 

### Carrera en San Quintín

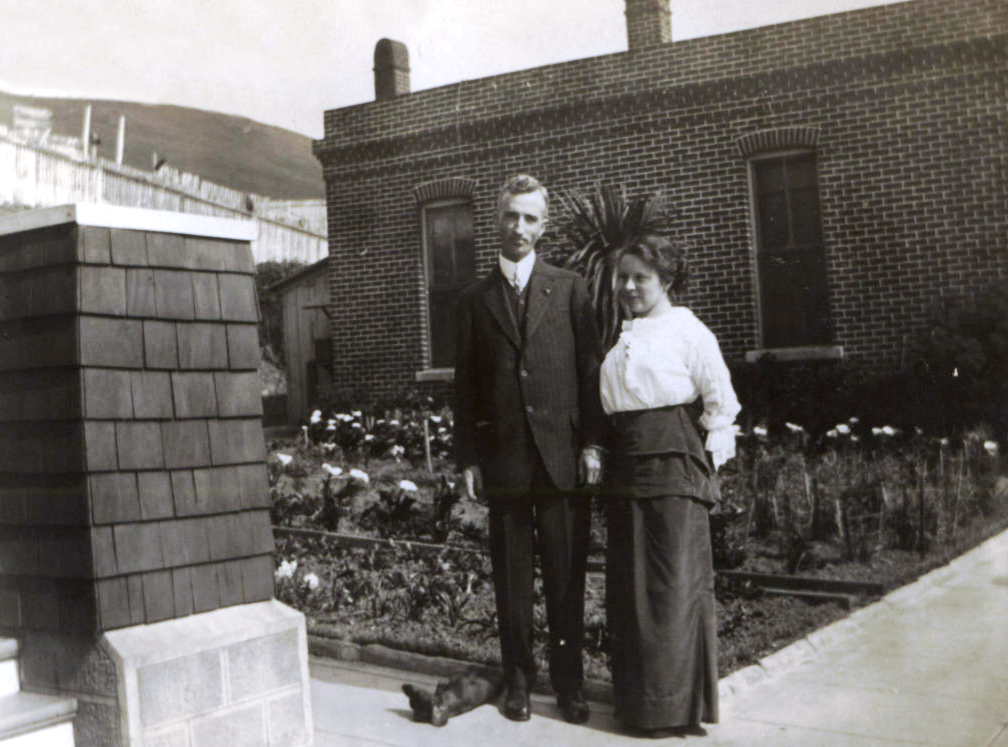
Stanley y su esposa en San Quintín, c. 1915

A pesar de no tener experiencia quirúrgica, Stanley fue contratado como cirujano jefe de la prisión estatal de San Quentin en 1913. Stanley sostenía la creencia de que las enfermedades, especialmente aquellas relacionadas con el sistema endocrino, podían ser la causa de comportamientos delictivos. En sus memorias, expresó la idea de que "quizás las glándulas desgastadas buscan alivio en caminos inusuales". Además, Stanley era un firme defensor de la práctica de trasplante de testículo.
La teoría, hoy en día ampliamente desacreditada, que postulaba que el injerto de testículos podía rejuvenecer a los hombres y revertir el envejecimiento, se planteó por primera vez en 1889 y ganó popularidad en la década de 1920.  Stanley llevó a cabo experimentos de injertos en prisioneros, trasplantando testículos de aquellos que habían sido ejecutados a otros reclusos. Cuando no era posible obtener testículos de prisioneros ejecutados, recurrió a los de animales, como cabras, jabalíes, carneros y ciervos. 
Stanley sostenía la idea de que estos procedimientos podían curar una amplia gama de afecciones, desde la depresión hasta la pedofilia, pasando por el asma, el acné, la neurastenia y la melancolía.  En 1919, Stanley fue reconocido por el United Press Dispatch como "una figura de renombre internacional en el ámbito quirúrgico gracias a sus exitosos procedimientos para rejuvenecer a prisioneros ancianos y seniles mediante el trasplante de glándulas intersticiales de condenados que habían cumplido su pena".
En 1928, Stanley enfrentó una demanda de la familia de Clarence Kelly, un recluso ejecutado, por mutilación de cadáver. A pesar de ello, Stanley evadió la condena. Hasta 1940, Stanley había realizado más de 10,000 implantes testiculares en la prisión de San Quentin.
Stanley también abogaba por la segregación racial y promovía la eugenesia. Aunque la segregación racial no estaba en vigor cuando Stanley llegó a San Quentin, supervisó la construcción de un nuevo hospital que permitía prácticas segregativas.  En esa época, las leyes de California autorizaban a Stanley a llevar a cabo esterilizaciones forzadas en los reclusos, aunque solo hasta cierta proporción. Esto condujo a la promoción de la esterilización voluntaria, resultando en alrededor de 600 esterilizaciones en 1940. San Quentin lideró en número de esterilizaciones en comparación con otras prisiones de California.Incluso reclusos homosexuales y bisexuales fueron sometidos a este procedimiento.
En sus memorias, Stanley afirmaba que "la esterilización, cuando se le da la oportunidad, contribuirá en gran medida a reducir el crimen. Con el tiempo, el derecho a procrear será restringido a aquellos que sean considerados aptos". 
Stanley llevó a cabo otros experimentos que incluyeron la extirpación de tiroides en reclusos con mal comportamiento y la inyección de testículos triturados en el abdomen de algunos de ellos. Además, realizó cirugías plásticas en los reclusos, creyendo que su probabilidad de reincidir en el delito disminuiría si su apariencia les facilitara la búsqueda de empleo. Stanley alentó a sus pasantes a llevar a cabo experimentos con los reclusos, argumentando que "los pacientes podían ser sometidos a observación diaria y que las condiciones de 'seguimiento' eran ideales". 
Informes de la época elogiaron los esfuerzos de Stanley, resaltando que su presencia, junto con la del personal médico profesional, contribuyó a que San Quentin se destacara por su nivel avanzado en cuanto a tratamientos médicos en comparación con otras prisiones de Estados Unidos. El reformador penitenciario Austin MacCormick incluso elogió a San Quentin como una de las "mejores... de todas las instituciones estatales del país".  Stanley, influenciado por la lucha de su esposa contra la tuberculosis, implementó mejoras en la iluminación y la circulación de aire en su nuevo hospital.
Después del fallecimiento de su esposa Romaine a causa de la tuberculosis en 1926, Stanley dejó temporalmente la prisión en 1929 para asumir el cargo de cirujano a bordo del barco SS Malolo.En 1933, Stanley desempeñó un papel breve como director de San Quentin durante la convalecencia del director James B. Holohan, y posteriormente contrajo matrimonio por segunda vez en 1938 con Bernice Holthouse. 

### Segunda Guerra Mundial
En diciembre de 1941, justo después del ataque japonés a Pearl Harbor, Stanley fue convocado al servicio como teniente comandante en la Reserva de la Armada de los Estados Unidos. Durante su servicio, fue destinado a varios hospitales navales, incluyendo el de Mare Island, el hospital naval de Oficiales Navales de San Francisco, el hospital naval de Pearl Harbor y, por último, el hospital naval deTreasure Island.
En ese período, médicos de la Marina de los Estados Unidos llevaron a cabo experimentos médicos en reclusos de la prisión de San Quentin, muchos de los cuales se ofrecieron como voluntarios debido a su patriotismo. 

### Vida posterior y muerte
Después de la guerra, regresó a su cargo en San Quentin,pero se dio cuenta de que el recién reorganizadoDepartamento Correccional de California ahora había adoptado la terapia como modelo principal. 
Stanley se retiró de San Quentin en 1951y estableció una práctica privada en San Rafael, California, por un breve periodo de tiempo. Posteriormente, se desempeñó como médico en cruceros.  En sus últimos años, optó por residir en su finca, Crest Farm, ubicada en el condado de Marin, California. Murió a la edad de 90 años y no dejó descendencia.